# アニメーション紀行 マルコ・ポーロの冒険
アニメーション紀行 マルコ･ポーロの冒険（アニメーションきこう マルコポーロのぼうけん）はMK・マッドハウス制作の日本のテレビアニメ。1979年4月7日から1980年4月5日までNHK総合テレビジョンで土曜日 19時30分 - 20時に放送された。

## 概要
折からのシルクロードブームに乗って企画され、アニメーションと実写ドキュメンタリー映像を折衷させた実験的かつ意欲的な作品。全43回。
NHKが取材した映像は16カ国に及んだ。
1978年9月には番組の制作の一環として、クーデターで建国したアフガニスタン民主共和国へ外国の取材班として初めて許可された。
マルコ・ポーロの伝記『東方見聞録』を基に全体として3部にパートが分かれ、「シルクロード編」（1回 - 20回）、「中国編」（21回 - 33回）、「南海編」（34回 - 43回）で構成される。
音楽は、当時人気だったシンガーソングライターの小椋佳が担当したことが話題になった。
マルコのキャラクターデザインが『宇宙戦艦ヤマト』の主人公・古代進に似ている（特に中国編以降。マルコの声優である富山敬は古代の声も務めていたためなおさらその印象は強かった）という指摘がファンから多数寄せられたという。また、マルコのビジュアルが少年時代から壮年まで（17歳 - 37歳の間）、若い姿のままほとんど変わらない点について、キャラクターデザインの杉野昭夫は「老けたマルコのビジュアルもデザインしてみたが、イメージが少年期と異なり視聴者が混乱するとNHK側からダメ出しされ、結局ああいう風（若い姿のまま）になってしまった」と後年のインタビューで答えている。
徳間書店から発行されたロマンアルバムに概要が掲載されており、1981年から文化服装学院のポケットメイツレーベルで若桜木虔の執筆により全3巻の小説化がされている。
放送開始した1979年4月にパレスチナ解放機構（PLO）の東京事務所から、番組内容にパレスチナ人の存在を否定する部分があったとしてNHKに抗議文書が送られた。PLO東京事務所は、第2回での描写がアラブ人への偏見を植え付けるものであり、加えてイスラエル国家が13世紀に既に存在するかのような描写はパレスチナ人の存在を無視するものだと主張した。NHKに対しては前年から『NHK特集』や山本七平、磯村尚徳の番組で反アラブ的な描写があったと抗議をしてきたにも関わらず、改善がなくこれで4回目でNHKから誠意が感じられなかった上、特に今回問題視したのは子ども向け番組であることだったという。これに対してNHKはPLOの主張は誤解であって、番組制作の真意を理解してもらいたいとした。2025年からの4Kリストア版再放送では一部の映像（聖墳墓教会とエンディング）が差し替えられている。
1980年4月から放送の『NHK特集 シルクロード』は本作が発端となって企画されたものである。企画者は本作を監修した鈴木肇ディレクター。

## 登場人物

### 主要キャラクター
マルコ・ポーロ
声 - 富山敬
主人公。最終回では「遺言状」が紹介された。
ニコロ・ポーロ
声 - 久松保夫
マルコの父。
マテオ・ポーロ
声 - 富田耕生
マルコの叔父。
マテオの提案で、マルコを旅に同行させる。
ナレーター
声 - 小池朝雄

### サブキャラクター
シャリフ
声 - 納谷悟朗
ベトウィンのハマレクの族長。マルコ一行の用心棒。カラウナスとの決闘で死亡する。
フビライ・ハーン
声 - 森山周一郎
モンゴル（元）の皇帝（大ハーン）。
コガタイ
声 - 石丸博也
オルジェ
声 - 吉田理保子
宰相アクマッド
声 - 中村正
王著
声 - 緒方賢一
コカチン姫
声 - 鈴木弘子
少海（シャオハイ）
声 - 野沢雅子
張船長
声 - 大木民夫

### ゲストキャラクター
フローラ
声 - 鈴木弘子（第1回）
マテオの妻でマルコの叔母。
少年
声 - 小原乃梨子（第2回）
ベドウィンの孤児であり妹と暮らしていたが、マルコを騙し討ちをして、泥棒をしたためにシャリフに砂漠の掟として殺害される。
僧侶ギルエルメ
声 - 八奈見乗児（第3回）
マルコ一行から脱走した。
僧侶ニコラス
声 - 八木光生（第3回）
マルコ一行から脱走した。
マムルーク族長
声 - 緒方賢一（第3回）
バディ
声 - 野沢雅子（第5回・7回）
モンゴル軍司令官
声 - 柴田秀勝（第7回）
ビドア
声 - 小山まみ（第8回）
トウス
声 - 三ツ矢雄二（第9回）
ハレフ
声 - 滝口順平（第9回）
オマール
声 - 肝付兼太（第9回）
暗殺教団の首領
声 - 今西正男（第10回）
暗殺教団の少女
声 - 川島千代子（第10回）
マルコの逃走を手助けしたもの、教団の兵士に弓に撃たれて死亡する。
「楽園」の女
声 - 潘恵子（第10回）
アバカ
声 - 雨森雅司（第10回）
アブドル船長
声 - 雨森雅司（第11回）
ミリアム
声 - 麻上洋子（第12回）  
ペルシア絨毯を作っている。
ミリアムの養父
声 - 永井一郎（第12回）
ヤズドの馬商人
声 - 熊倉一雄（第13回）
マーモッド
声 - 井上真樹夫（第14回）
ラシード
声 - 千葉耕市（第14回）
カダック
声 - 小林修（第14回）
モンゴル将校
声 - 納谷六朗（第14回）
ライラ
声 - 小山まみ（第15回）
イマーム
声 - 小林修（第15回）
老婆
声 - 津田延代（第15回）
シグナン
声 - 古谷徹（第16回）
サイード
声 - 田中信夫（第16回）
ハシム
声 - 八奈見乗児（第16回）
アリー
声 - 鈴木富子（第16回）
まぼろしのチャパンドゥー
声 - 神谷明（第17回）
アブド
声 - 滝口順平（第17回）
チャパンドゥーの仇。
ムラード
声 - 加藤修（第17回）
ユースフ
声 - 清水マリ（第18回）
ジャファディ
声 - 内海賢二（第18回）
老人
声 -  加藤修（第18回）
エルデネ
声 - 杉山佳寿子（第19回）
カザフの長者
声 -  加藤修（第19回）
若者
声 - 三ツ矢雄二（第19回）
老婆
声 - 野沢雅子（第20回）
小琳
声 - 山田栄子（第21回）
トルファン総督
声 - 藤本譲（第21回）
モンゴル近衛兵隊長
声 - 小林修（第22回）
賊の首領
声 - 雨森雅司（第22回）
ティム
声 - 千々松幸子（第25回）
ゴディ
声 - 八木光生（第25回）
チムール王
声 - 納谷六朗（第25回）
郭経
声 - 八奈見乗児（第26回）
少年
声 - 野沢雅子（第26回）
隊長
声 - 国坂伸（第26回）
バヤン将軍
声 - 大木民夫（第27回）
カディフ
声 - 三ツ矢雄二（第27回）
唐玉潜
声 - 中尾隆聖（第28回）
唐少宝
声 - 秋山るな（第28回）
バニエンス
声 - 屋良有作（第28回）
劉政
声 - 千葉順二（第29回）
モンゴル軍指揮官
声 - 仲木隆司（第29回）
定次郎
声 - 井上和彦（第30回）
ハッサン・ルー
声 - 屋良有作（第33回）
チャンパ国王
声 - 北村弘一（第35回）
カイ
声 - 滝沢久美子（第35回）
クキ
声 - 玄田哲章（第35回）
チェンヨ
声 - 滝沢久美子（第36回）
老人
声 - 辻村真人（第36回）
果物屋
声 - 加藤修（第36回）
骨董屋の主人
声 - 藤城裕士（第37回）
オランウータン使い
声 - 中尾隆聖（第37回）
ラジャ
声 - 藤本譲（第38回）
ラジャの息子
声 - 小原乃梨子（第38回）
セイロン国王バーブ三世
声 - 関根信昭（第39回）
将軍マヒンダ
声 - 山田俊司（第39回）
警備隊長
声 - 加藤修（第39回）
ムハラハ
声 - 三田松五郎（第40回）
シータ
声 - 滝沢久美子（第40回）
老人
声 - 肝付兼太（第40回）
ダナン
声 - 小林修（第41回）
ダナ
声 - 水島裕（第41回）
ダナの母
声 - 北浜晴子（第41回）
デーバ
声 - 辻村真人（第41回）
デーバの息子
声 - 三ツ矢雄二（第41回）
ガザン・ハーン
声 - 野沢那智（第42回）

## スタッフ
この節の出典 
- 作 - 『東方見聞録』より
- 音楽 - 小椋佳、小野崎孝輔
- アニメーション - MK・マッドハウス
- キャラクター設定 - 杉野昭夫
- 作画 - 川尻善昭 、遠藤裕一、菊田武勝、富沢雄三、坂井俊一、青島克己、新田敏夫、中村隆太郎、小柴重光、古瀬登
- 構成 - もりまさき、平田敏夫、川尻善昭 、丸山正雄、楠葉宏三、村野守美
- 美術 - 本田幸雄、石津節子、高田勲
- 協力 - イタリア政府、バチカン市国、イスラエル政府、イラン政府、トルコ政府、イラク政府、アフガニスタン政府
- タイトルアニメーション - ほんだゆきお、高田勲
- 劇画 - 高田勲
- 監修 - 岩村忍、鈴木肇
- 撮影 - 菊池晋一、宮本哲夫、牛尾政紀、野口篤太郎、小松彰
- 編集 - 宮崎善行
- 効果 - 原口啓、今井裕、後藤伸行、山倉正美
- 技術 - 柴田豊博、伊藤義則、鈴木清人
- 演出 - 藤田克彦、松村浩志、村上憲一、中村哲志[13]、酒井和行
- 制作 - 丹泰彦
- 映像提供 - ゲッティ（2025年再放送）
- 企画・制作 - NHK

## 主題歌・挿入歌
- 「いつの日か旅する者よ」（オープニング）[注釈 2]

番組で使われたのは3番の歌詞。第25回からオープニングの映像が変更されている。
- 「誰でもいいから」（第1回、第6回、第9回エンディング / 第3回、第34回挿入歌）
- 「また旅支度」（第2回、第3回、第7回、第8回、第10回 - 第14回、第16回、第19回、第20回、第33回 - 第40回エンディング）[注釈 3]
- 「ひとすくいの水」（第4回エンディング）
- 「大空から見れば」（第5回、第17回、第18回、第22回、第23回、第41回 - 最終回エンディング / 第1回、第2回、第4回、第7回、第11回、第19回挿入歌）[注釈 4]
- 「望郷」（第15回エンディング）
- 「蒼き狼」（第21回エンディング / 第22回挿入歌）
- 「それが夢ならば」（第24回 - 第32回エンディング）
- 「マティオ、ニコロそしてマルコ・ポーロ」（第13回挿入歌）

いずれも作詞・作曲・歌は小椋佳、編曲は小野崎孝輔。
アルバム『マルコ・ポーロの冒険』は1979年6月1日発売。上記OP、ED曲（「それが夢ならば」のみ、アルバムとは別に発売）を含む全11曲収録。「いつの日か旅する者よ」（TVバージョンとはアレンジが異なる）はラストに収録されていた。

## 各回リスト
| 回数   | 放送日        | サブタイトル 括弧内は仮題                         | 国名                  | 作（脚本）             | 絵コンテ            | 作画            | 演出     |
| ------ | ------------- | ------------------------------------------------- | --------------------- | ---------------------- | ------------------- | --------------- | -------- |
| 第1回  | 1979年 4月7日 | はるかなる旅立ち （さらばベネチア）               | イタリア              | 金子満                 | もりまさき 川尻善昭 | 川尻善昭        | 藤田克彦 |
| 第2回  | 4月14日       | 聖なる油を求めて                                  | イスラエル パレスチナ | 金子満                 | 平田敏夫            | 遠藤裕一        | 藤田克彦 |
| 第3回  | 4月21日       | 二人の僧侶                                        | トルコ                | 金子満                 | 川尻善昭            | 菊田武勝        | 村上憲一 |
| 第4回  | 4月28日       | さらばネフドの星よ                                | トルコ                | 金子満                 | 川尻善昭            | 坂井俊一        | 松村浩志 |
| 第5回  | 5月5日        | 悪魔の火                                          | イラン                | 馬嶋満 金子満          | 川尻善昭            | 青島克己        | 藤田克彦 |
| 第6回  | 5月12日       | 砂漠の盗賊カラウナス                              | イラン                | 金子満                 | 川尻善昭            | 川尻善昭        |          |
| 第7回  | 5月19日       | 黄金のパイザ                                      | イラク                | 金子満                 | 川尻善昭            | 坂井俊一        | 村上憲一 |
| 第8回  | 5月26日       | バグダッドの幻想                                  | イラク                | 金子満                 | 平田敏夫            | 平田敏夫        |          |
| 第9回  | 6月2日        | カスピに消えた少年 （カスピに消えた奴隷）         | イラン                | 馬嶋満 金子満          | 楠葉宏三            | 青島克己        |          |
| 第10回 | 6月16日       | 暗殺者教団の谷                                    | イラン                | 金子満                 | 村野守美            | 川尻善昭        |          |
| 第11回 | 6月30日       | ホルムズの熱い風                                  | イラン                | 馬嶋満                 | 村野守美            | 新田敏夫        |          |
| 第12回 | 7月14日       | じゅうたんに秘めた恋                              | イラン                | 高田純                 | 平田敏夫            | 中村隆太郎      |          |
| 第13回 | 7月21日       | 拝火教徒の友情                                    | イラン                | 馬嶋満 金子満          | もりまさき          | 小柴重光        |          |
| 第14回 | 8月4日        | 反乱                                              | アフガニスタン        | 竹内日出男 金子満      | 平田敏夫            | 青島克己        | 中村哲志 |
| 第15回 | 9月1日        | まぼろしの谷                                      | アフガニスタン        | 竹内日出男             | もりまさき          | 小柴重光        |          |
| 第16回 | 9月8日        | 命の色 （さまよえる遊牧民）                       | アフガニスタン        | 鯨岡隆                 | 川尻善昭            | 富沢雄三        | 中村哲志 |
| 第17回 | 9月15日       | まぼろしの騎士チャパンドゥー （幻のチャパンドゥ） | アフガニスタン        | 高田純                 | 川尻善昭            | 川尻善昭        | 中村哲志 |
| 第18回 | 9月22日       | パミール越えの恐怖                                | アフガニスタン        | 伊藤玲                 | 波多正美            | 古瀬登          | 村上憲一 |
| 第19回 | 9月29日       | 天山に消えた少女 （緑の絹を着た女）               | 中国                  | 高田純                 | 川尻善昭            | 古瀬登          | 村上憲一 |
| 第20回 | 10月6日       | 悪霊の砂漠                                        | 中国                  | 竹内日出男 金子満      | 川尻善昭            | 富沢雄三        | 藤田克彦 |
| 第21回 | 10月13日      | 燃え上がる陰謀                                    | 中国                  | 竹内日出男 金子満      | 竹内啓雄            | 椛島義夫        |          |
| 第22回 | 10月20日      | 天駆ける謎の旗                                    | 中国                  | 鈴木肇 金子満          | 伊藤幸松            | 小柴重光        |          |
| 第23回 | 11月3日       | 王の中の王フビライ                                | 中国                  | 鈴木肇 金子満          | 川尻善昭            | 遠藤裕一        |          |
| 第24回 | 11月10日      | 密命下る                                          | 中国                  | 吉川惣司 金子満        | 川尻善昭            | 小柴重光        |          |
| 第25回 | 11月17日      | カラジャンの大蛇                                  | 中国                  | 鈴木肇 金子満 吉川惣司 | 高屋敷英夫          | 富沢一雄        |          |
| 第26回 | 11月24日      | 百雁の便り                                        | 中国                  | 鈴木肇 吉川惣司        | 高屋敷英夫          | 本木年久        |          |
| 第27回 | 12月1日       | 秘密兵器回回砲                                    | 中国                  | 鈴木肇 吉川惣司        | 高屋敷英夫          | 加藤興治        |          |
| 第28回 | 12月8日       | 王家の墓の秘密 （南栄の墓あばき）                 | 中国                  | 吉川惣司               | 伊藤幸松            | 青島克己        |          |
| 第29回 | 12月15日      | 揚子江決壊 （揚子江の老人）                       | 中国                  | 高田純                 | 西牧秀夫            | 富沢一雄        |          |
| 第30回 | 12月22日      | ジパングの宝 （黄金の国ジパング）                 | 中国                  | 高田純                 | 川尻善昭            | 川尻善昭        |          |
| 第31回 | 1980年 1月5日 | ジパングを討て                                    | 中国                  | 高田純                 | 伊藤幸松            | 小柴重光        |          |
| 第32回 | 1月12日       | アクマッドの最期 （大都の乱）                     | 中国                  | 吉川惣司               | もりまさき          | 小柴重光        |          |
| 第33回 | 1月19日       | 新たなる旅立ち （大使命への船出）                 | 香港                  | 吉川惣司               | 高屋敷英夫          | 富沢一雄        |          |
| 第34回 | 1月26日       | 南海の嵐 （南海のハリケーン）                     | 南シナ海              | 吉川惣司               | 伊藤幸松            | 小柴重光        |          |
| 第35回 | 2月2日        | 巨象の怒り                                        | タイ                  | 高田純                 | 川尻善昭            | 服部真 奥村志郎 |          |
| 第36回 | 2月9日        | 魔の海峡マラッカ （さらばマラッカ）               | マレーシア            | 吉川惣司               | 伊藤幸松            | 青島克己        |          |
| 第37回 | 2月16日       | 密林の秘密 （謎の小人族）                         | インドネシア          | 吉川惣司               | 西久保利彦          | 小柴重光 服部真 |          |
| 第38回 | 2月23日       | ラジャの遺産                                      | インドネシア          | 高田純                 | 西久保利彦          | 服部真 青島克己 |          |
| 第39回 | 3月8日        | 宝石と陰謀の島                                    | スリランカ            | 四十物光男 金子満      | 竹内啓雄            | 富沢一雄        |          |
| 第40回 | 3月15日       | 洞窟寺院の奇蹟 （シヴァの奇蹟）                   | インド                | 逸光透                 | 伊藤幸松            | 遠藤裕一        |          |
| 第41回 | 3月22日       | 父と子の絆                                        | インド                | 高田純                 | 川尻善昭            | 本木年久        |          |
| 第42回 | 3月29日       | 大いなる旅路                                      | イラン                | 吉川惣司               | 竹内啓雄            | 遠藤裕一        |          |
| 最終回 | 4月5日        | 想いは東方を駆けて                                | イタリア              | 金子満                 | 平田敏夫            | 川尻善昭        | 藤田克彦 |

放送休止
- 1979年
  - 6月9日：プロ野球「中日」対「巨人」（ナゴヤ球場　実況:佐藤隆輔、解説:鶴岡一人・加藤進）
  - 6月23日：プロ野球「広島」対「中日」（広島市民球場　実況:水野節彦、解説:川上哲治・藤田元司）
  - 7月7日：プロ野球「広島」対「ヤクルト」（広島市民球場　実況:水野節彦、解説:鶴岡一人・加藤進）
  - 7月28日：南極（6）「白い大陸の謎」
  - 8月11日：第11回思い出のメロディー
  - 8月18日：ビッグスタースペシャル「燃えろ演歌の夏 今!八代亜紀」
  - 8月25日：1979年ワールドユースサッカー「日本」対「スペイン」
  - 10月27日：朴正煕暗殺事件によるニュースの延長
  - 12月29日：1979年海外ハイライト
- 1980年3月1日：1980年レークプラシッドオリンピック（総集編）

## 再放送に至るまで
当時のアニメは16ミリのネガフィルム制作でマスターもフィルムなのが一般的だったが、NHKの自局製作である本作はフィルム制作されたアニメパートと実写パートがテレシネを経たビデオ編集で作品が完成しているため、1インチVTRは導入されておらず、使い回しの一般的な2インチVTRを放送マザーとしていた。
NHKでは、2009年冬頃からVTRマスター（2インチVTR）として所蔵されている第1回と最終回を除く回を録画したビデオ（エアチェック）の募集を番組発掘プロジェクトの一環として行い、これにより当時のスタッフや視聴者から多数の映像やフィルム、録音テープが提供された。2024年頃までに全43回分の放送用素材が揃い、再放送希望の声が多数押せられたことを受け、4Kリストア版としての再放送が決定。原版ネガフィルムの4Kスキャンにより高画質化された映像に良好なVTRテープや録音テープから抜き出した音声を人工知能技術で音源分離・リマスター合成し、再度作製されたテロップを重ねることで完全復元され、2025年初頭からのBSプレミアム4Kでの再放送に至った。
今回の復元にあたり、テロップのフォント、実写パートの一部がゲッティの素材、エンディングにおいて一部映像が変更されているほか、次回予告についても一部の回が本編映像に差し替えられている。次回予告後の「次回をお楽しみに」が書かれたエンドカードは割愛され、NHKのロゴが2020年からの丸ゴシック斜体に変更されている。
完成原版となるネガフィルムは神奈川の番組現像会社YOKOCINE D.I.A.が全43回分所有しており、2020年12月に番組発掘プロジェクトの調査で判明した。

### 再放送
2023年3月13日から15日まで、『プレミアムカフェ』（BSプレミアム）で9回分（第1回・第4回・第7回・第12回・第14回・第17回・第35回・第39回・第42回）の再放送と2023年2月25日にNHKアーカイブスで実施された再放送を記念したイベント（司会:渡邊あゆみ、ゲスト:小椋佳・上田信）の模様が放送された。こちらの再放送では第2回以降のOPテロップ表記は第1回および最終回のVTRマスターをベースに家庭用ビデオテープから復元された映像を被せた上で放送、次回予告は割愛された。
2025年2月12日、総合テレビで毎週土曜日5時10分に全43回の再放送が行われることが発表、同年4月5日に放送開始。また、BSプレミアム4Kでは、それに先駆けて2月17日から2月28日まで（第1回 - 第20回）、3月12日から3月27日（第21回 - 最終回）午前5時台に2回連続放送された。3月28日には総合テレビの『時をかけるテレビ 今こそ見たい!この1本』にて特別編 〜復活!幻のアニメ〜として高画質に復元された番組の見どころを中心に取り上げる特番が放送された。

### 発掘・寄贈された映像など
- 2019年までに第2回・第33回から第42回（一部欠落回あり）まで記録されたVTRテープが当時の視聴者から提供された[21]。

- 2020年12月、完成原版となるネガフィルムおよびポジフィルムとデュープネガ（複製されたネガ）のそれぞれ全43回分が発掘された。当時、イタリアでのローカライズ放送に使われた関係から、音声テープには輸出先の現地の言語で台詞をアフレコすることが前提のME（Music & Effect）という音楽と効果音のみが録音されていため、本来のオリジナル音声が欠落していた。

- 2021年、全43回のうち30回を除く回が録画されたVTRテープ（オリジナル音声を含む）が当時の視聴者から提供された[22]。

- 2024年頃までにはテレビの音声部分をコンパクトカセットに記録したとされる岡山県の視聴者から、欠番となった第30回を含む音声データを録音したカセットテープが提供された。

「NHK放送史」では第2回のダイジェスト、放送ライブラリーでは第1回が公開されている。